# Ben Linder

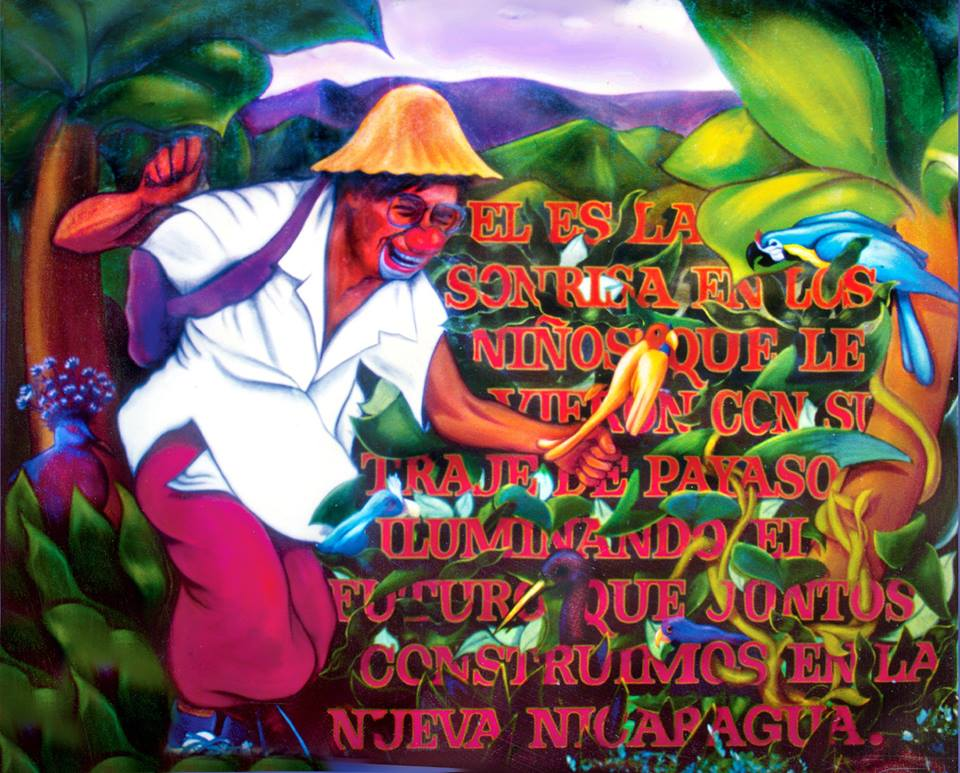
Ben Linder Mural

Benjamin Ernest „Ben“ Linder (* 7. Juli 1959 Kalifornien; † 28. April 1987 bei El Cuá nahe San José de Bocay/Departamento Jinotega, Nicaragua) war ein US-amerikanischer Ingenieur. Er wurde während des Contrakriegs von einer Contraeinheit in einem Hinterhalt erschossen. Sein Tod rief in den USA Proteste gegen die Regierung Reagan hervor, die die Rebellen sowohl finanziell als auch durch Waffenlieferungen unterstützte.

## Leben
Linder wurde 1959 als Sohn von David und Elisabeth Linder in einer jüdischen Familie geboren und wuchs in San Francisco und Portland auf. 1983 schloss er an der University of Washington in Seattle ein Ingenieurstudium für Maschinenbau ab. Ein Hobby Linders waren Auftritte als Clown auf einem Einrad, insbesondere auf Kinderfesten. Er war überzeugter Vegetarier, da er das Töten von Tieren ablehnte.
Noch 1983 suchte Linder, der seit 1979 mit der Sandinistischen Revolution sympathisierte, Arbeit in Nicaragua und wurde schließlich beim Instituto Nacional de Energía (INE) als Ingenieur angestellt. Bis 1986 war er in der Hauptstadt Managua tätig. Hier war Linder auch Mitglied der „Gesellschaft  in Nicaragua lebender US-Bürger“ (CUSCLIN), informell als „gringo club“ bezeichnet. Am 15. Oktober 1983 war er Teilnehmer einer 50.000köpfigen Demonstration gegen die Bombardierung der Hafenstadt Corinto am 10. Oktober 1983 durch US-geführte Attentäter.
1986 begann Linder in El Cuá, rund 200 km nordöstlich von Managua, ein Wasserkraftwerk aufzubauen.(K, S. 61) Die Region war ein Zentrum der Contrakriegs. Hier wurden am 28. Juli bei Zompopera der westdeutsche Aufbauhelfer Berndt „Bernardo“ Koberstein, der Schweizer Yvan Leyvraz, der Franzose Joel Fieux und die Nicaraguaner Mario Acevedo und William Blandón bei einem Contraüberfall getötet. Bereits 1983 war in der Region der westdeutsche Arzt Albrecht „Tonio“ Pflaum von Contras ermordet worden.
Am 28. April 1987 führte in der Nähe von El Cuá eine 12-köpfige Spezialeinheit der Contras unter ihrem Führer „Mapuchin“ einen Überfall auf die im Bau befindliche Wasserkraftanlage aus. Er unterstand einer größeren Einheit unter „Tiro al Blanco“, die rund 1200 Angehörige umfasste; „Tiro al Blanco“ hatte gerade eine zweimonatige Ausbildung auf einer US-Militärbasis in North Carolina erhalten. „Mapuchin“ diente seit fünf Jahren in der Contra. Er hatte den Auftrag, die Anlage oder Baupersonal anzugreifen, wobei der Contra bekannt war, dass das Personal in der Regel bewaffnet war oder durch das Sandinistische Volksheer, die Sandinistische Volksmiliz MPS oder paramilitärische Truppen des Innenministeriums MINT gesichert wurde.
Am Morgen des 28. April legte der Contratrupp einen Hinterhalt, in den außer Linder noch sechs weitere Aufbauhelfer gerieten. Sowohl Linder als auch drei weitere Helfer waren bewaffnet; Linder mit einem Maschinenkarabiner vom Typ AK-47; drei Mitglieder des Trupps trugen Uniformen. Der Bautrupp marschierte zu Fuß in Begleitung eines Maultiers, das Zementsäcke trug. Die Contras eröffneten das Feuer und warfen Handgranaten. Drei Angehörige der Kolonne fielen bzw. blieben verwundet liegen, die übrigen ergriffen die Flucht. Einer der liegen gebliebenen Verwundeten wurde mit einem Bajonettstich getötet; Linder wurde laut Autopsiebericht durch einen Kopfschuss aus nähester Nähe getötet. Die Contras flohen; nach einer halben Stunde trafen MINT-Truppen am Überfallort ein.
Die Beisetzung Linders fand zwei Tage später, am 30. April 1987, in Matagalpa, im Beisein seiner Eltern und tausender Nicaraguaner statt. Die Trauerrede hielt Präsident Daniel Ortega, der mit seiner Lebensgefährtin Rosario Murillo erschienen war.
Linders Vater erhob am 5. Mai 1987 auf einer Pressekonferenz in Managua schwere Vorwürfe gegen die US-Regierung. Sein Sohn sei ermordet worden und die Regierung Reagan direkt für den Tod seines Sohnes verantwortlich, da sie die Contras massiv unterstütze und Reagan selbst bekannt habe, dass er auch ein Contra sei („I´m a Contra, too“).(K, S. 337) Im Namen der US-Regierung lehnte Staatssekretär Elliott Abrams  jede Verantwortung für Linders Tod ab. Er habe sich in einem Kriegsgebiet aufgehalten und sei ein legitimes Ziel gewesen.

## Erinnerungskultur
Sting widmete Linder 1987 den Song Fragile. Die Science-Fiction-Autorin Ursula K. Le Guin, die Linder aus der Nachbarschaft kannte, verfasste 20 Jahre nach seinem Tod das Gedicht „The Vigil for Ben Linder“. Der Künstler Mike Alewitz (* 1951) schuf für Linder ein Mural, das ihn als Clown auf einem Einrad darstellt.

## Nachlass
Ein schriftlicher Nachlass Linders befindet sich in der University of Oregon.